# José Encarnación Prats Medina
José Encarnación Prats Medina (n. 25 de marzo de 1807, Villahermosa de San Juan Bautista, Tabasco, Nueva España, Imperio Español - 7 de agosto de 1873, Santiago de Teapa, Tabasco, México) fue un político tabasqueño que nació en la entonces provincia colonial de la Nueva España, y que ocupó varios cargos en la administración pública llegando a ser por algunos meses Gobernador interino del estado mexicano de Tabasco en tres ocasiones.

## Primeros cargos en la administración pública
Durante su juventud, se dedicó a la agricultura en una finca que poseía en el municipio de Teapa, Tabasco. Tiempo después se comenzó a interesar en la política local, llegando a ocupar varios puestos de importancia.
De perfil federalista, Prats Medina, fue elegido primero, como Subvicegobernador en el año de 1931. Posteriormente, en 1837 el entonces Gobernador del estado, el centralista José Ignacio Gutiérrez lo nombró Prefecto del Distrito de la Sierra, con sede en la villa de Santiago de Teapa.
Diez años después, en 1847 ocupó de nuevacuenta el cargo de Subvicegobernador del estado. Posteriormente, fue nombrado Vicegobernador Constitucional del Estado en dos ocasiones, la primera en 1848 durante el gobierno de Justo Santa Anna, y la segunda en 1860 durante el gobierno de Victorio Victorino Dueñas.

## Gobernador Interino de Tabasco

### Primer período
José Encarnación Prats, llegó a ser Gobernador Interino de Tabasco con el cargo de Vicegobernador en ejercicio del Poder Ejecutivo en tres ocasiones, dos en el año de 1848 cuando ocupaba el cargo de Vicegobernador del estado, durante el gobierno de Justo Santa Anna, y la tercera en 1860. La primera ocasión, desempeñó el cargo durante cinco meses, ya que asumió la gubernatura en enero de ese año, permaneciendo en el cargo hasta el mes de mayo. cuando el gobernador Justo Santa Anna debió retomar la gubernatura debido al alzamiento armado realizado en su contra organizado por el General Miguel Bruno.

### Segundo período
Posteriormente, un mes después, volvió a cubrir la ausencia del gobernador Justo Santa Anna, asumiendo la gubernatura en el mes de julio, desempeñándose en las funciones de gobernador hasta el 13 de octubre cuando dejó el cargo al momento en que las tropas del gobierno de la República, al mando del jefe de escuadra, Tomás Marín, encargado de la comandancia, ocuparon la capital del estado San Juan Bautista. ya que sus graves problemas de salud, le impedían enfrentar la situación, regresando a la gubernatura Justo Santa Anna.

### Tercer período
En el año de 1860 durante la gubernatura de Victorio Victorino Dueñas, Prats Medina volvería a hacerse cargo del gobierno del estado en esta ocasión solo por un poco más de un mes, del 22 de noviembre al 31 de diciembre, período en el entonces Gobernador Constitucional Victorio Victorino Dueñas dejó el cargo para participar en las siguientes elecciones para gobernador.
La característica principal de su gobierno, es que a pesar de que la capital del estado era San Juan Bautista, Prats Medina despachaba desde la villa de Santiago de Teapa debido principalmente a sus problemas de salud, por lo que todos los asuntos los trataba desde su domicilio particular ubicado en esa villa.

## Fallecimiento
Aquejado por sus problemas de salud, quebrantada desde hacía mucho tiempo, José Encarnación Prats falleció en su domicilio particular en la villa de Santiago de Teapa el 7 de agosto de 1873. 